# Исландские сказки

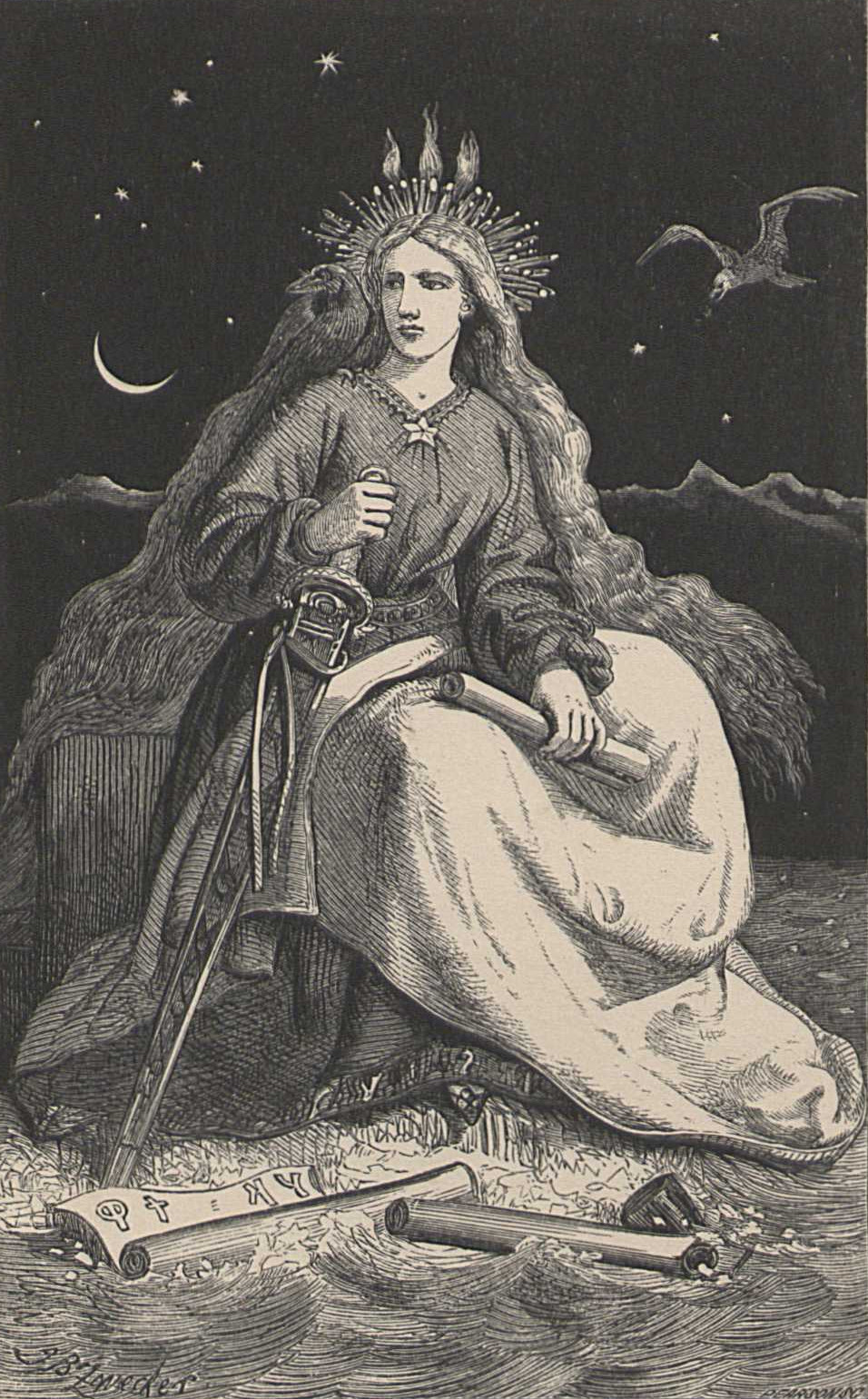
Изображение Повелительницы горы — национальной персонификации Исландии из книги Йоуна Аурнасона «Исландские сказки и сказания».

Исла́ндские ска́зки (исл. Íslensk þjóðsögur) — прозаические устные рассказы о вымышленных персонажах исландского фольклора, главные черты которых — историзм и правдивость. Несмотря на то, что текст исландских сказок опирается на вымысел, однако он претендует на достоверность, а сказки рассказываются так, как будто сам рассказчик верит в их правдивость. Большинство исландских сказок — сказки-бывальщины или сказки-былинки, в которых рассказывается о конкретных событиях и людях (или сказочных персонажах). Среди народных исландских сказок очень мало волшебных сказок (исл. ævintýri), а сказок про животных и вовсе нет. Основные персонажи исландских сказок — обычные люди (крестьяне), колдуны, священники (в основном католические епископы, среди которых чаще всех в сказках рассказывается о Сэмунде Мудром), чёрт, трётли (См. Тролль), аульвы (См. Эльфы, Альвы), так называемые «скрытые жители» (исл. huldufólk), так называемые «люди, объявленные вне закона» (исл. útilegumaður), а также привидения и призраки.

## История исландских сказок
Первые постоянные поселения в Исландии были основаны в конце IX века скандинавами, которые вместе с языком принесли с собой богатую мифологию, свои национальные идеи и фольклор. В дохристианскую эпоху сказки заменялись мифами, легендами, анекдотами и забавными историями из жизни, выдуманными историями о привидениях и колдунах, а также кельтскими сказаниями. Безусловно главное место в перечисленных занимали германо-скандинавские мифы, которые появились в Исландии с первыми поселенцами.
Жители Исландии сохранили богатую скандинавскую мифологию, и даже после того, как в 1000 году древнейший из ныне существующих в мире парламент, Альтинг, принял христианство как государственную религию, языческие мифы не были забыты, так как часть их трансформировалась в сказки и саги. Но, с другой стороны, в исландском фольклоре появились новые герои — ангелы, апостолы, Дева Мария — которые отчасти потеснили старых.
В раннем средневековье сказки стали главнейшим жанром устного фольклора. В это время было придумано много сказок, некоторые из которых также были заимствованы фарерцами и норвежцами, а ещё бо́льшее количество сказок заимствовали сами исландцы. Многие сказки появились в Исландии из Дании и Норвегии, однако исландцы — народ, экономическая деятельность которого ограничивалась сельским хозяйством, и что главное — рыболовством и морской торговлей — интенсивно общались с другими народами. Эйнар Оулафюр Свейннсон в своей книге «Исландские сказки» писал, что исландцы принимали, «исландицировали» сказки других народов из-за так называемого «феномена периферии». В средние века до открытия Колумбом Америки, исландцы жили в периферии известного европейцам мира, и в их глазах даже самые не значимые истории, рассказанные европейцами, были важными и интересными. Однако с другой стороны даже некоторые самые распространённые среди европейских народов сказки никогда не рассказывались в Исландии, или рассказывались, но были быстро забыты.

## Особенности исландских сказок
Большинство фольклористов склонно считать, что исландские сказки, как жанр устного народного творчества, существовали с конца IX века, то есть задолго до принятия Исландией христианства. Но так как до христианизации Исландии кроме сказок существовали также мифы, возникает проблема выявления различий сказок и мифов. Главное различие состоит в том, что в то время как мифы являются сказаниями о богах и героях, о происхождении мира и явлений природы, в сказках центральным героем является либо человек, либо животное или неодушевлённый предмет с человеческими качествами, а мифологические персонажи, которые встречаются в некоторых сказках, являются вспомогательными героями сказок.
Благодаря отрезанности Исландии от материковой Европы, исландский фольклор развивался без большого влияния на него со стороны скандинавских и других народов, населявших Европу, чем и объясняется самобытность и уникальность исландских сказок.
Одна из главных черт исландских сказок — непредсказуемость от начала до конца. Очень часто даже главный персонаж меняется несколько раз на протяжении сказки и происходят неожиданные события, которые, впрочем, часто выходят за рамки сюжетной линии и являются лишними. Так, в сказке «Хельга дочь старика» (исл. Helga karlsdóttir) умирающая старуха даёт дочери магическое шило, которое умеет говорить «да», которое впоследствии играет незначительную роль: помогает девочке избавится от домогательств своего отца. На протяжении сказки девочка беременеет и рожает сына, что никак не влияет на смысл и развязку сказки, а в конце сказки, когда девочка зовёт на помощь карлика, с которым она познакомилась в середине сказки, на помощь прилетает птица, которая появляется в сказке впервые.
В исландских сказках, в отличие от сказок других народов, не всегда рассказывается о борьбе добра и зла, а если даже рассказывается, то часто побеждает зло, а в большом количестве исландских сказок главный герой и вовсе умирает в конце. У большинства исландских сказок нет глубинного смысла. Исландские сказки — это скорее истории об интересных событиях, которые происходили в прошлом и передавались в виде устных рассказов из поколения в поколение.

## Классификация исландских сказок
Несмотря на то, что существует система классификации фольклорных сказок (См. Указатель сюжетов фольклорной сказки), однако фольклористы, филологи и литературоведы, изучающие исландские народные сказки, сталкиваются с трудностями, связанными с классификацией исландских сказок, что в первую очередь является следствием того, что некоторые типы сказок отсутствуют в исландском фольклоре, а некоторые сказки невозможно отнести ни к одному из типов из каталога, в котором классифицируются и систематизируются фольклорные сказки. Известный немецкий историк Конрад фон Маурер (1823—1902), который интересовался культурой и историей Исландии, предложил следующую классификацию исландских народных сказок:
- I группа — мифологические сказки
- II группа — сказки о привидениях и призраках
- III группа — сказки о колдовстве
- IV группа — сказки о природных явлениях
- V группа — сказки, имеющие отношение к религии
- VI группа — исторические сказки
- VII группа — волшебные сказки
- VIII группа — юмористические сказки.

У Йоуна Аурнасона была собственная классификация исландских сказок, схожая с классификацией Конрада фон Маурера, с двумя отличиями: Йоун Аурнасон не включил в классификацию мифологические сказки, однако добавил отдельную группу о «людей, объявленных вне закона» (исл. útilegumaður).
Одной из самых эталонных считается классификация Карла фон Сидов, которая представлена ниже:
- upphovssägner (аэтиологические истории), в которых рассказывается как произошло что-то, или название чего-то (например: как появилась та или иная гора из-за того, что трётль был пойман первыми лучами солнца; или как появился лишайник на камнях, после того как крестьяне упали с лестницы, по которой поднимались к Деве Марии);
- minnessägner — истории о том, что конкретный человек видел или испытал в жизни;
- vittnessägner — сказки, фабула которых опирается на вымышленную историю (фантазию).

Несмотря на то, что ни одна из классификаций исландских сказок не являются удовлетворительной с научной точки зрения, однако они упрощают изучение исландского фольклора.

## Персонажи исландских сказок

### Трётли и скессы

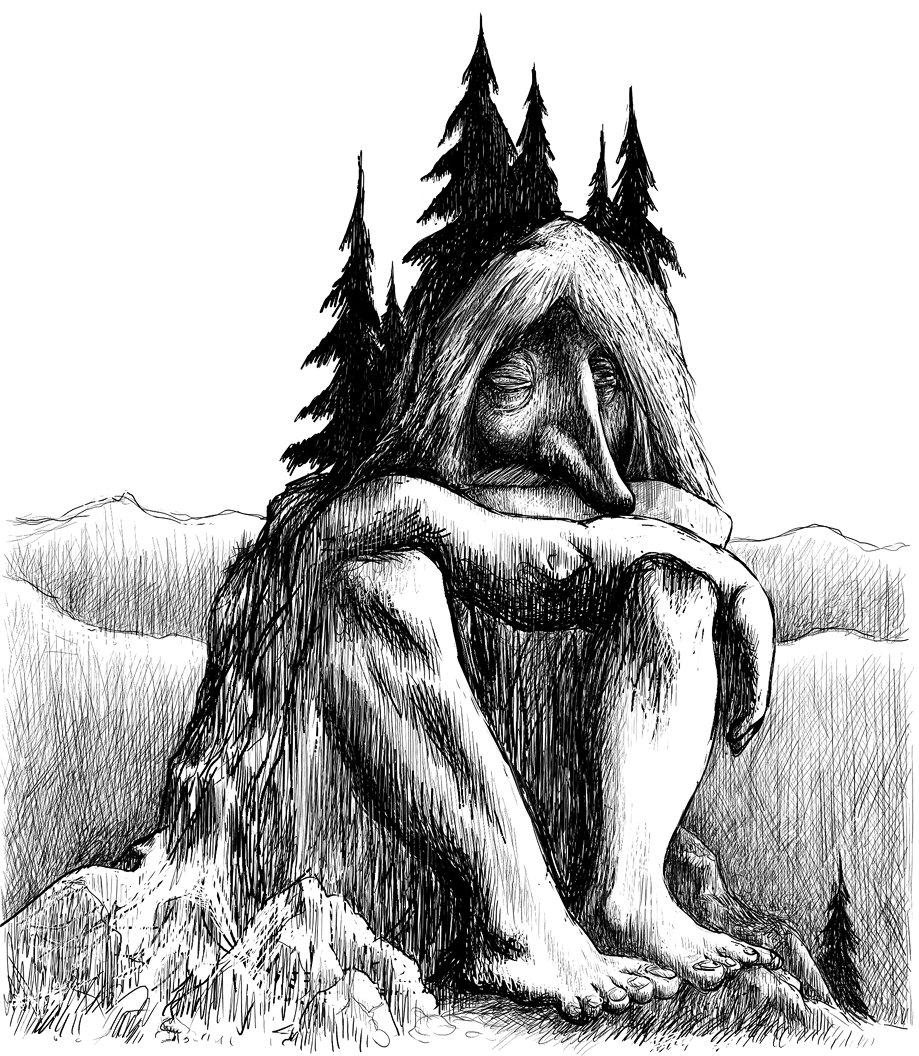
Превращение тролля в гору

Трётли и скессы — одни из немногочисленных персонажей исландских сказок, унаследованных от древнеисландских языческих мифов. Несмотря на то, что этимологически слово «трётль» (исл. tröll) не отличается от слова «тролль», однако исландские трётли очень сильно отличаются от троллей. Главное отличие состоит в том, что трётли являются злыми, безобразными гигантами (их образ схож с образом йотунов из древнеисландской мифологии), в то время как тролли, персонажи фольклора других германо-скандинавских народов, не всегда являются гигантами и даже могут быть положительными персонажами. Однако трётли отличаются и от йотунов тоже: тогда как трётли живут в скалах, йотуны живут в Йотунхейме (др.-сканд. Jötunheimr) и имеют обширные земли. Легенды, согласно которым тролли пугали людей своим внешним видом и сверхъестественной силой, зародились в Скандинавии, откуда прибыли первые поселенцы Исландии, заселявшие остров в конце IX века.
Трётли — огромные, человекоподобные существа с большим носом. В большинстве сказок они представляются свирепыми, злыми и коварными. Они едят только мясо, в том числе и человеческое. Обычно они держат в руках либо железную палицу, либо большой нож. Одеты трётли в козлиные шкуры. Они часто похищают и убивают скот, иногда нападают на деревни, и больше всего боятся звона церковных колоколов. Несмотря на то, что трётли являются жадными, злыми и мстительными существами, в некоторых сказках описывается, как они становятся верными друзьями, если им оказывается какая-то услуга. Трётли обычно живут в одиночку. Их типичное жилище — пещеры или скалы, а некоторые из них сами являются скалами или холмами, так как трётли превращаются в камень под действием дневного света. В связи с этим суеверные исландцы больше боялись трётлей зимой, во время длинной полярной ночи, и тогда же собираясь большими компаниями, рассказывались страшные сказки об этих свирепых существах.
Скессы (трётли женского рода) — безобразные, глупые и злые, однако в то же время чадолюбивые и мужелюбивые существа. Скессы тоже убивают скот и нападают на людей. Они часто похищают мужчин, и если влюбляются в них, превращают их в трётлей. Во многих сказках скессы и трётли живут вместе (например в сказке «Камень Скессы», исл. Skessusteinn), но в основном скессы живут либо в одиночку, либо с детьми (в сказке «Великанша и шахматы» (исл. Tröllskessan og taflið) скесса живёт с дочерью). В сказках рассказывается о контактах людей с трётлями и скессами. В основном эти контакты хорошо заканчиваются для людей, а в трогательной сказке «Йоун и скесса» (исл. Jón og tröllskessan) и вовсе рассказывается о дружбе скессы с рыбаком, который накормил её детей холодной осенью, когда есть было нечего, а та, в свою очередь, помогла ему.
В некоторых исландских сказках герои вступают в контакт с великанами, с целью решить какую-либо проблему. Так, в одной исландской сказке героиня сама изъявляет желание стать женой трётля. Другой вариант — младшая дочь попадает к чудовищу, либо оно похищает её. Героиня становится женой чудовища или зверя и тем самым снимает заклятия с юноши, превращённого в чудовище ведьмой.

### Хульдуфоулк («скрытые жители»)

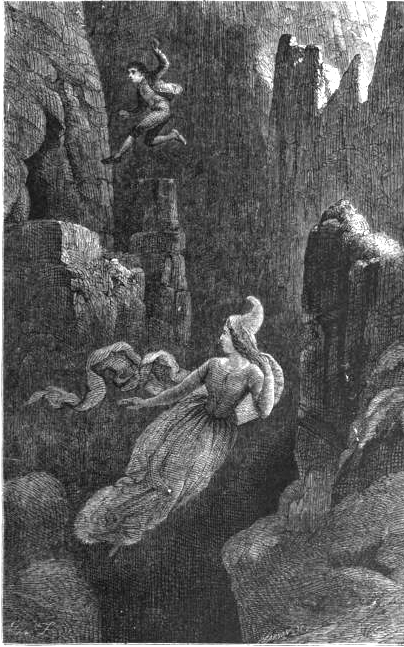
Иллюстрация из книги Йоуна Аурнасона «Исландские сказки и сказания» для сказки «Хильдур — королева эльфов», в которой изображен человек, бегающий за эльфийкой

«Скрытые жители» (исл. huldufólk, ху́льдуфоулк) являются одними из главнейших персонажей исландских народных сказок. «Скрытых жителей» раньше называли «аульвами», что этимологически то же самое, что «эльфы», однако рассказывают, что они обижаются, когда их так называют. «Скрытые жители» практически не отличаются от людей: они рождаются и умирают, как люди; они держат скот, косят сено, рыбачат; у них есть собственные церкви, священники и кладбища. Внешне «Скрытые жители» тоже мало чем отличаются от людей: едва ли не единственное отличие — отсутствие у «скрытых жителей» носового хряща или вертикальной ямки между верхней губой и носом. Мир «скрытых жителей» находится где-то недалеко от мира людей, однако люди видят их только если они ясновидящие, или если «скрытые жители» сами хотят, чтобы их видели.
Хотя в исландских сказках аульвы (хульдуфоулк) представляются похожими на людей существами с сверхъестественными силами, которые живут отдельно от людей в своих общинах и редко контактируют с людьми, однако в древности представления об аульвах были другими. В Эдде Снорри Стурлусон рассказывает о двух типах эльфов — о «светлых эльфах» (верхние аульвы или Льесальфы), которые живут в Льесальфахеймe, а также о так называемых «темных эльфах» (нижние аульвы или свартальфы), которые живут под землёй (в Свартальфахеймe). После того, как христианство стало государственной религией в Исландии, эльфов стали подразделять на два вида — «язычники» (злые по отношению к людям) и «христиане» (добрые по отношению к людям). Однако вскоре такое деление было забыто, и в сказках нет добрых или злых эльфов.
В исландских сказках рассказывается об интересных контактах людей с хульдуфоулк. «Скрытые жители» часто просят помощи у людей, и если люди им помогают, то они делают что-то хорошее для них или дарят что-нибудь им, а если не помогают, то мстят им. В некоторых сказках повествуется о том, как «скрытые жители» просят помощи у людей во время родов, так как они не могут рожать, пока человеческая рука не прикоснётся роженицы.

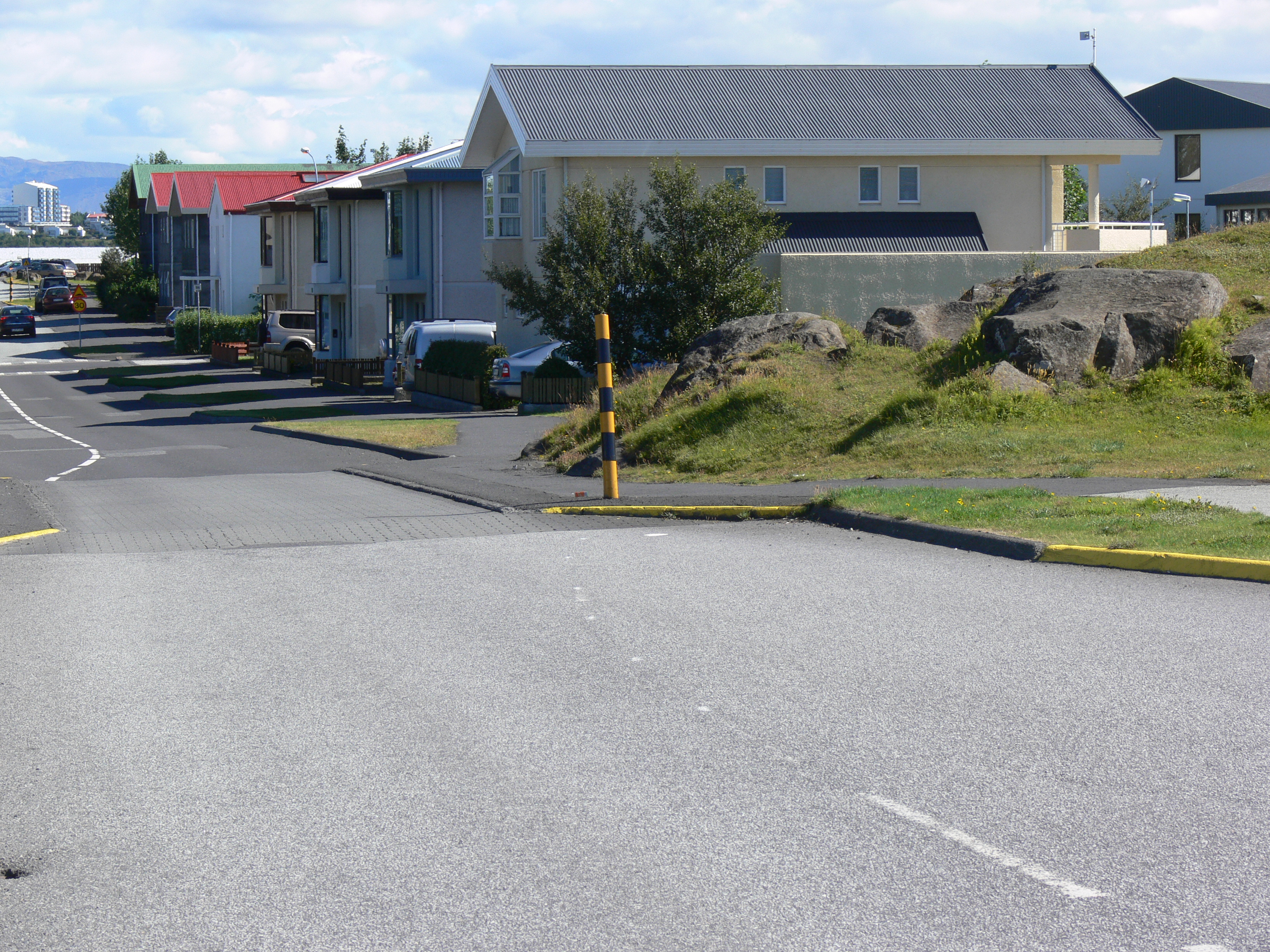
Аульфштейн (камень аульвов) в Коупавогюре и сужающаяся дорога с особыми дорожными знаками

Исландцы верили, что аульвы меняют место жительства в Рождество, и что нельзя оставаться дома в этот день. Прежде чем уйти в церковь на всю ночь, хозяйки прибирали дома, выставляли еду на столы, зажигали все светильники, раскрывали двери и обходили со светом вокруг хутора, приглашая эльфов в дом. В некоторых сказках рассказывалось, что все, кто оставались дома во время празднований Рождества, умирали. Однако в сказке «Аульвы и Хельга, крестьянская дочка» (исл. Álfarnir og Helga bóndadóttir) главная героиня, оставшись стеречь дом в рождественскую ночь и накормив ребёнка аульвов, получила в знак благодарности узел, который принёс ей счастье. В некоторых сказках аульвы и люди влюбляются, но почти всегда такая связь кончается трагически — смертью от разлуки или же от родов, а в сказке «Аульв и крестьянская девушка» (исл. Álfapilturinn og selmatseljan) умирает и аульв, и его возлюбленная.
Некоторые исландцы до сих пор верят в существование хульдуфоулк и те места, где по их мнению они живут, стараются оставить без изменений, и даже если строят дорогу, пересекающую тропу хульдуфоулк, то сужают дорогу, чтобы сказочным персонажам было легче перейти её.

### Утилегумадуры («люди, объявленные вне закона»)
Существует большое количество исландских сказок о людях, якобы живущих в необитаемых землях. Их называют у́тилегумадурами или у́тилегуманнами (исл. útilegumaður от leggjast út — бежать с родины). Древнеисландское слово útilegumaðr впервые встречается в «Сагe о людях из Лососьей долины» (исл. Laxdæla saga), в «Саге о людях из Озёрной Долины» (исл. Vatnsdæla saga) и в «Сагe о Стурлунгах» (исл. Sturlunga saga), а в некоторых сагах встречается термин útileguþjófr, что можно перевести, как вор вне закона. В сагах и сказках об утилегумадурах рассказывается о людях, которые скрывались от своих врагов в необитаемых местностях острова, будучи объявлены вне закона. В основном утилегумадуры — это воры и другие нарушители закона.
«Люди, объявленные вне закона» живут далеко от больших поселений. Они, так же, как и обычные люди, занимаются рыбалкой, пасут скот, но некоторые из них являются разбойниками и они похищают молодых девушек, крадут скот, убивают всех, кто к ним попадает, иногда даже едят людей. В сказке «Похищение невесты» (исл. Brúðarhvarfið) утилегумадуры похищают невесту крестьянина Йоуна, а затем и его скот. Однако когда Йоун, заблудившись, попадает в хутор утилегумадуров, похититель возмещает ему пропажу невесты, выдав за него свою дочь. В исландских народных сказках утилегуманны пытаются держать своё место жительства в секрете. Так в сказке «Бьярни сын Свейдна и его сестра Сальвёр» (исл. Sagan af Bjarna Sveinssyni og Salvöru systir hans) главный герой, сестру которого похитили утилегуманны, найдя её в маленьком хуторе, где жили «люди, объявленные вне закона», был вынужден переселиться туда из своего хутора вместе с семьёй и имуществом.

### Обычные люди

#### Крестьяне

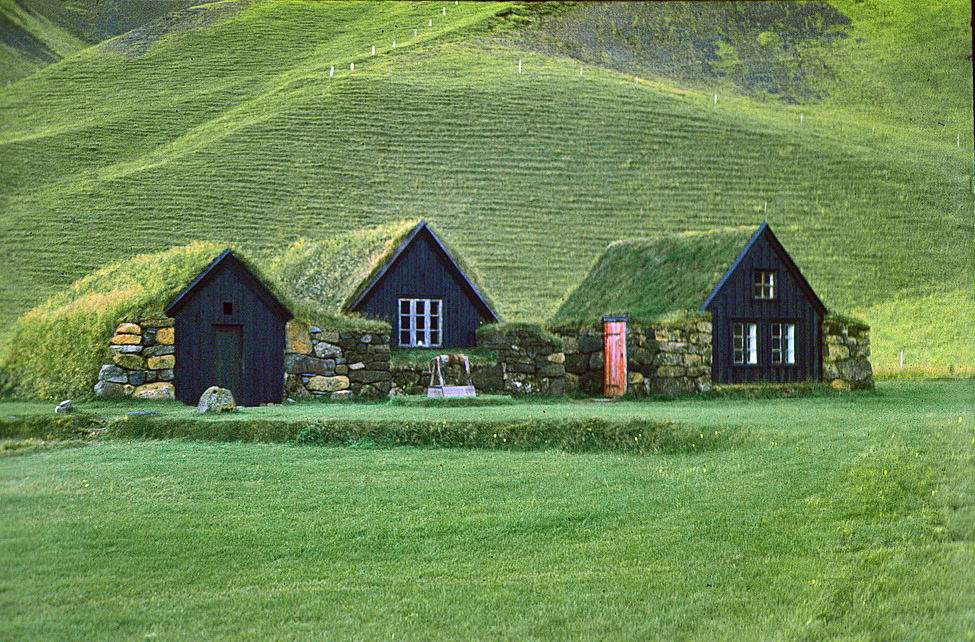
Исландские дерновые дома, в которых жили крестьяне в средние века.

Исландские сказки — один из главнейших источников информации о быте исландцев в Средневековье. Во многих сказках крестьяне являются главными персонажами, и хотя их образ жизни в сказках не описывается детально, однако из сказок можно узнать, например, в каких домах жили исландцы, какие обычаи у них были, когда и где пасли скот, чем кормили животных зимой, как проводили время, как отмечали праздники и т. д..
В большинстве сказок, в которых фигурируют крестьяне, рассказывается о встречах с хульдуфоулк или трётлями, о том, как за храбрость, хитрость или доброту, крестьяне получают награду, но некоторые исландские сказки кончаются гибелью крестьян. В сказках крестьяне погибают в результате столкновения с трётлями или скессами, из-за любви к хульдуфоулк или же в результате нелепых несчастных случаев. Так в сказке «Кидхюс» старик со старухой взбирались по лестнице, предоставленной хитрым эльфом по имени Кидхюс, на небо к Деве Марии с остатками каши, сваренной из муки, который дал все тот же Кидхюс, но от спешки упали на землю. И там, где они упали, остались белые пятна на камнях, а там, где пролилась каша — жёлтые. Так объясняется появление лишайника на камнях.

#### Мачеха
По мнению Мелетинского, исландские сказки о мачехе (исл. Stjupmaedrasogur) отличаются от других западноевропейских тем, что тогда как в фольклоре большинства западноевропейских стран сопротивление мачехи и падчерицы выступает только во вводной части, то в исландских сказках эта тема разработана глубже. Возможно, объяснением этому может служить длительное существование в островном государстве патриархальной семьи, разложение которой сделало актуальной коллизию мачеха — падчерица.
Сказки о мачехе в Исландии популярны со Средневековья. Так в прологе к саге об Алафе Трюгвассоне, которая была написана в XII веке, монах Оддр утверждает, что лучше послушать королевское жизнеописание, чем лживые сказки о мачехе, рассказываемые крестьянами. В саге подчёркивается демократический характер этих сказок. Да и в самих исландских сагах часто рассказывается о мачехах, а в «Сверис-сага», написанной в XII—XIII веках судьба героя сравнивается с судьбой детей, проклятых мачехой. Образ злой мачехи встречается в «Стурлунга-саге», «Хальвданар-саге», «Рагнар-Лод-брок-саге» и других, куда он проник из сказок. А по мнению ряда учёных, «Песня о Свипдагре» из Эдды и вовсе представляет собой стилизацию сказки о мачехе и падчерице.
Во вступительной части исландских сказок о мачехе повествуется о втором браке отца героини. Такие введения очень разнообразны: в одной сказке утративший жену король встречает вторую жену на похоронах первой, в другой — чародейка мажет вином губы короля и заставляет забыть о первой жене, в третьей — приближённые уговаривают короля взять новую жену, опасаясь, что его скорбь и отчаяние повлияют на управление страной. В одном варианте король попадает во власть ведьмы, заблудившись в лесу во время охоты; только брак с дочерью ведьмы может спасти его. Но в большинстве исландских сказок мачеха характеризуется как ведьма или скесса, а иногда, обычно в конце сказки, она даже предстаёт в своём подлинном виде. Но уже из начальной части понятно, что король получает в жены ведьму, колдунью или великаншу. Падчерица описывается как трудолюбивая, терпеливая, кроткая, добрая и девочка — полная противоположность мачехиной дочке — ленивой, злой и высокомерной.

### Колдуны

Памятник Сэмунду Мудрому перед главным зданием Университета Исландии

До принятия Исландией христианства колдовство играло незначительную роль в исландском фольклоре. В дохристианских сказаниях волшебными свойствами обладали боги, аульвы, йотуны, а обычные люди — герои саг — очень редко применяли магию. После реформации, вместе с христианством в Исландию попало большое количество сказаний и сказок, в которых главными героями являлись колдуны и маги. По мнению церковных деятелей, колдунами и магами становились люди, заключившие контракт с Дьяволом. Несмотря на активную пропаганду церкви, в исландских сказках чувствуется симпатия к колдунам, которые всегда оказываются проворнее и удачливее черта и всегда побеждают его.
В исландских сагах были описаны два вида магии: мужская — «гальдр» (исл. galdur; от глагола gala, что означает каркать или петь, отсюда исл. galdramaður — колдун, гальд — колдовское заклинание) и женская — «сейд» (исл. seiðr). По мнению американского исследователя С. Флауэрса, основой мужской магии были заклинания, предназначенные для пения или декламации, а женская магия базировалась на вхождении в состояние транса. позднее семантика этих разновидностей колдовства приобрела оценочную окраску и гальдр стал считаться более престижным видом, нежели сейд.
Корень скандинавского неприятия копирования женского поведения в магии некоторые учёные объясняют традицией инициации, проходя которую воин обретал статус мужчины, а практика мужчинами женской магии рассматривалась, как отказ от своей половой принадлежности. В Старшей Эдде, в «Перебранке Локи», описывается табу на занятие женскими магическими практиками мужчинами, когда Локи говорит Одину, что тот «…колдовал, как делают ведьмы», и поэтому он — муж женовидный.
Стеблин-Каменский делит сказки о колдунах на оптимистические, повествующие о добрых волшебниках, и пессимистические — о злых. Сказки о добрых колдунах появились до XVII века, а с приходом лютеранства и соответственно инквизиции, появились сказки о злых колдунах.
Самый известный персонаж сказок о колдунах — Сэмунд Мудрый — исторический персонаж, которому приписывают составление Старшей Эдды — одного из двух эпосов исландского народа.
По мнению Стеблина-Каменского, сказка о Гальдра-Лофте (о Лофте Колдуне), является самой известной и самой драматичной из сказок о колдунах. Будучи учеником школы в Хоуларе, Лофт изучал колдовство. Рассказывается, как однажды он надел уздечку из кожи мертвеца на одну из своих служанок и летал так из дома в школу и назад. Служанка потом захворала, но никому об этом не рассказывала при жизни Лофта. Другую служанку, забеременевшую от него, он умертвил, заставив стену открыться и потом снова закрыться в то время, как эта служанка шла через образовавшийся проход. Говорят, что позднее, когда стену сносили, в ней нашли скелет девушки.
Лофт изучил всю «Серую Кожу» — самую известную исландскую магическую книгу, но ему было мало этого, он решил добыть «Красную Кожу» — книгу, которую унёс с собой в могилу епископ Гохтскаульк Злой. Товарищу, которого Лофт принудил помогать себе, он внушил, что все, кто изучил колдовство, не могут использовать его иначе, чем со злыми намерениями, и поэтому должны погибнуть, но если они знают достаточно много, дьявол не будет иметь над ними власти и будет служить им, как служил Сэмунду. В сказке рассказывается, как два товарища отправились за магической книгой, но не смогли его забрать у епископа, и как впоследствии Лофт пропал без вести.

### Привидения и призраки
Несмотря на то что после принятия христианства в Исландии языческие боги и верования были под запретом, исландцы смогли сохранить свои традиции, и мифы о призраках преобразовались в сказки, которые противоречили учениям христианской веры. Привидения в исландском фольклоре делятся на ряд видов: привидение скряги (исл. fépúki), ребёнка, загубленного матерью (исл. útburður), привидение, вызванное колдуном из могилы (исл. uppvakningur), следящие за кем-то привидения (исл. fylgja) и т. д. В исландских «Сагах о древних временах», в сюжет которых часто вплетаются сказочные мотивы, привидения и «живые мертвецы» иногда выступают в качестве дарителей или помощников.
Многие исландские сказки о привидениях имеют параллели в древней литературе. Одна из них — «Сказка о дьяконе из Миркау» (исл. Djákninn á Myrká) — повторяет сюжет «Второй песни о Хельги Убийце Хундинга»: встречу женщины с её мёртвым возлюбленным. В сказке повествуется, как у дьякона из Миркау (река и одноимённый хутор на севере Исландии) была возлюбленная по имени Гвудрун, которая была служанкой пастора на другом хуторе. Однажды незадолго до рождества дьякон поехал к ней и пригласил её на праздники в Миркау, обещав заехать за ней в сочельник. Вечером в тот день началась оттепель, и по дороге в Миркау реки вскрылись. Дьякон свалился в одну из рек, и на следующее утро крестьянин соседнего хутора увидел серого коня дьякона, а потом нашёл на берегу тело дьякона. Труп отвезли в Миркау и похоронили. Когда Гвудрун поехала на кладбище, где она увидела открытую могилу. Тогда она догадалась схватить верёвку церковного колокола, и в то же мгновение почувствовала, что кто-то хватает её сзади за салоп. K счастью, она так и не успела сунуть руку во второй рукав салопа, и поэтому, когда салоп лопнул по шву в том рукаве, который она уже надела, она вырвалась и увидела, что дьякон бросился с обрывком салопа в руках в открытую могилу, и земля с обоих боков могилы засыпала его. Гвудрун была так напугана, что не могла ни сдвинуться с места, ни перестать звонить в колокол. В сказке дальше рассказывается ещё о том, как дьякон преследовал Гвудрун после этого каждую ночь, пока одному колдуну не удалось завалить его камнем.

### Черт
В начале XVIII века появляются первые сказки о договоре с дьяволом. В таких сказках царит оптимизм и уверенность в ловкости и везучести колдуна, который всегда одерживает победу над дьяволом. Чёрт является не главным героем сказки, а антиподом героя. Он фигурирует во многих сказках о Сэмунде Мудром и всегда проигрывает светлому колдуну, за что повинуется ему и делает какую-либо услугу. В одной сказке чёрт чистит хлев в Одди, в другой колдун, обхитрив чёрта, заставляет его носить воду в корзинах без дна. В некоторых сказках рассказывается, как Сэмунд Мудрый и чёрт спорят или участвуют в состязаниях. Так, в сказке «Сэмунд и чёрт состязаются в стихосложении» (исл. Sæmundur og kölski kveðast á) повествуется о том, как Сэмунд поспорил с чёртом о том, что тот никогда не даст ему начало стиха, ни на латыни, ни по-исландски, к которому он не смог бы придумать окончание. Сэмунд поставил под залог этого самого себя, и чёрт, горевший желанием заполучить его, не скупился на то, чтобы проверить это на опыте. Однако чёрт, как всегда, терпит поражение.

### Другие персонажи
В исландских волшебных сказках, многие из которых пришли на остров из Норвегии, Дании и других западноевропейских стран, встречаются такие персонажи, как король и королева, принц и принцесса, а также животные. Однако таких сказок сравнительно немного.
В некоторых исландских сказках упоминаются существа со сверхъестественными способностями или качествами. Так в сказке о ледяном человеке — Браке, рассказывается, как главный персонаж сказки убивает женщину, которая не отвечает ему взаимностью, с помощью сосульки с формой кинжала. На следующий день выходит солнце, и сосулька тает, как и сам ледяной человек, после чего не остаётся орудия убийства, и от убийцы тоже ничего не остаётся.

## Публикации исландских сказок
В течение многих столетий исландские сказки являлись жанром устного народного фольклора и первые попытки собрать и записать их были сделаны в XVI веке. Одной из первых работ, где собраны исландские народные сказки, считается «Qualiscunque descriptio Islandiae», написанная в 1588 году, вероятно, епископом Скаулхольта Оддуром Эйнарссоном. А в работе «Rerum Danicarum Fragmenta», написанной в 1596 году Арнгримуром Йоунссоном (1568—1648), собраны сказки, главные герои которых преимущественно эльфы, которые описываются как похожие на людей существа, живущие в скалах. Также Эйнар Гвюдмюндссон (умер в 1650 году) написал трактат об эльфах, который считается утерянным.
В середине XIX века видный исландский литературный деятель Йоун Аурнасон начал собирать исландские народные сказки, и в 1852 году вышел сборник сказок «Исландские сказки» (исл. Íslenzk Æfintýri), однако книга не завоевала популярность. Несмотря на это, Йоун Аурнасон продолжал собирать сказки со всех концов Исландии, и в Лейпциге в 1862—1864 годах была издана книга «Исландские сказки и сказания» (исл. Íslenzkar Þjóðsögur og Æfintýri) в двух томах с общим объёмом в 1300 страниц, которая была переиздана в Рейкьявике в шести томах.
Отдельные исландские сказки можно найти в различных сборниках, изданных в Западной Европе с конца XIX века. Так, сказка «Великанша в каменной лодке» (исл. Skessan á steinnökkvanum) была включена в сборник сказок шотландского писателя Эндрю Лэнга «Жёлтая книга сказок» (англ. The Yellow Fairy Book). Сказка была переведена также на немецкий язык (Die Riesin in dem Steinboote). Таким образом она стала интернациональной.

## Комментарии
1. ↑  По мнению М. И. Стеблина-Каменского, все исландские волшебные сказки пришли из Континентальной Европы. Такие сказки в Исландии получили название «айвинтири» (ævintýri) — слово заимствованное из латинского (лат. adventura, что означает событие, авантюра), в то время, как исконно-исландские сказки называются сагами (исл. sögur).
2. ↑  Несмотря на то, что для обозначения великанов в исландском языке есть множество слов (например: jötunn, tröll, þurs или þursi (См. Турсы), risi, flagý, gágur и skessa), однако наиболее используемыми и часто встречающимися в сказках являются слова трётль(исл. tröll) и скесса(исл. skessa).
3. ↑  Слово troll произошло от древнеисландского глагола trylla (сходить с ума; впадать в бешенство, в ярость).
4. ↑  Хотя и на острове Исландия были обнаружены монеты Римской Империи, датируемые III веком, а во второй половине VIII века на остров прибыли ирландские монахи-отшельники, однако первые постоянные поселения появились только после того, как в 874 году Ингольф Арнарсон поселился в районе современного Рейкьявика.
5. ↑  Название «скрытые жители» встречается в большинстве русскоязычных источников. В книге «Из рассказов о древнеисландском колдовстве и Сокрытом Народе» (перевод с древнеисландского языка Леонида Кораблева) употребляется название «сокрытый народ».
6. ↑  Слово эльф (исл. álfur) происходит от протоиндоевропейского слова albh-, что переводится, как «белый»
7. ↑  Название «люди, объявленные вне закона» употребляет среди прочих Стеблин-Каменский — самый известный знаток исландского языка и культуры. В английском языке используется термин outlaw.